# Syncyamus chelipes
Syncyamus chelipes is een vlokreeftensoort uit de familie van de Cyamidae. De wetenschappelijke naam van de soort is voor het eerst geldig gepubliceerd in 1866 door Costa.